# Charlie Fowlkes
Charlie Fowlkes (* 16. Februar 1916 in New York; † 9. Februar 1980 in Dallas, Texas) war ein US-amerikanischer Jazzmusiker. 
Fowlkes lernte Alt- und Tenorsaxophon, Klarinette und Violine, bevor er sich auf das Baritonsaxophon konzentrierte; er spielte gelegentlich auch Flöte. Fowlkes arbeitete zunächst in New York und spielte zwischen 1938 und 1944 bei Tiny Bradshaw. Dann war er Mitglied in den Bands von Lionel Hampton (1944 bis 1948) und von Arnett Cobb (bis 1951). Anschließend war er von 1953 bis zu seinem Tod als Baritonsaxophonist im Count Basie Orchestra tätig. 
Er war mit der Sängerin Wini Brown verheiratet und war auch deren Manager.